# توسع شريني طرفي
التوسع الشريني الطرفي (بالإنجليزية: Acral arteriolar ectasia)‏ يتميز بوجود شرينات متوسعة ساعية أرجوانية خلف الأصابع، وتظهر في العقد الخامس من حياة الشخص.